# Campeonato Paraguaio de Futebol de 1917
O Campeonato Paraguaio de Futebol de 1917 foi o décimo primeiro torneio desta competição. Recebeu o nome de "Copa El Diario", referente a um jornal local. Participaram oito equipes. A liga dissidente (Copa Centenário), que corria em paralelo, teve sua última edição neste ano; porém, os clubes que preferiram aderir ao Campeonato Paraguaio de Futebol tiveram que jogar a División Transitoria.
| Equipe             | Cidade   | Departamento     | No ano anterior                                                      | Estádio | Capacidade | Títulos              | Participações |
| ------------------ | -------- | ---------------- | -------------------------------------------------------------------- | ------- | ---------- | -------------------- | ------------- |
| Club River Plate   | Assunção | Distrito Capital | Quinto Lugar                                                         | --      | --         | 0 (não possui)       | 4             |
| Club Cerro Porteño | Assunção | Distrito Capital | Quarto Lugar                                                         | --      | --         | 2 (1913, 1915)       | 5             |
| Club Guaraní       | Assunção | Distrito Capital | Vice Campeão                                                         | --      | --         | 2 (1906,1907 )       | 10            |
| Club Nacional      | Assunção | Distrito Capital | Terceiro Lugar                                                       | --      | --         | 2 (1909, 1911)       | 11            |
| Club Olimpia       | Assunção | Distrito Capital | Vice Campeão                                                         | --      | --         | 3 (1912, 1914, 1916) | 11            |
| Sol de América     | Assunção | Distrito Capital | Sexto Lugar                                                          | --      | --         | 0 (não possui)       | 6             |
| Mariscal López     | Assunção | Distrito Capital | Sétimo Lugar                                                         | --      | --         | 0 (não possui)       | 2             |
| Marte Atlético     | Luque    | Central          | Campeão do Campeonato Paraguaio de Futebol de 1916 - Segunda Divisão | --      | --         | 0 (não possui)       | 1             |

## Premiação
| Campeonato Paraguaio 1917 Primeira Divisão |
| Assunção                                   |
| ------------------------------------------ |
| Club Olímpia Campeão (4º título)           |